# Ludvig Norman
Ludvig Norman (ur. 28 sierpnia 1831 w Sztokholmie, zm. 28 marca 1885 tamże) – szwedzki kompozytor, dyrygent, pianista i pedagog muzyczny.
Urodził się jako Fredrik Vilhelm Ludvig Norman w Sztokholmie. W latach 1848–1852 studiował w Lipsku. Od 1857 roku wykładał w Królewskiej Akademii Muzycznej w Sztokholmie. W 1860 roku został dyrygentem w Harmoniska Sällskapeta. W 1861 roku uzyskał stanowisko kapelmistrza w Operze Królewskiej w Sztokholmie. Po 1881 roku prowadził koncerty chóralne.
9 kwietnia 1878 roku był dyrygentem na głośniej premierze czwartej symfonii Franza Berwalda.
Sam Norman był autorem m.in. czterech symfonii, czterech uwertur oraz muzyki do spektakli, kantat i muzyki kameralnej, a także bardzo wielu pieśni i piosenek dla chóru.
Jego żoną była skrzypaczka Wilma Neruda. Ich syn Ludwig Norman-Neruda był znanym alpinistą.
Zmarł w 1885 roku w Sztokholmie.